# Jordi Núñez Carretero
Jordi Núñez Carretero  (Granollers, España; 19 de septiembre de 1968) fue un jugador de balonmano español de la Liga Asobal, que ocupó la posición de 

## Biografía
Jordi Núñez empezó su carrera profesional en el equipo de su tierra, en el que militó cerca de diez campañas para dar luego el salto al Bidasoa Irún (95-97). El BM Ciudad Real fue su siguiente destino (97-03) antes de pasar a vestir la camiseta del BM Cantabria, con el que terminó siendo el jugador más regular de la plantilla. En su primera etapa con el cuadro santanderino apenas jugó. 
Núñez ha vestido la camiseta de la selección española en 107
```
ocasión
, con la que logró una medalla de plata en el Mundial junior de España 1989, otra en la misma categoría, pero en el de Yugoslavia 1987, y del mismo metal se colgó otra en el Europeo de 1996. En este mismo año y en los Juegos Olímpicos de Atlanta 1996 regresó a España con un bronce. En 1998 fue medalla de plata en el Europeo de Italia y en 2000 se colgó dos nuevas piezas de bronce, una en el Europeo de Croacia y otra en las Olimpiadas de Sidney. 
```

Su palmarés se completa con una Copa del Rey, una Copa Asobal, una Copa EHF, una Supercopa y dos Recopas. 
El portero catalán indicó que dejaba el Cantabria por no haber llegado a un consenso económico con la entidad. Pasó a las filas del Club Balonmano Antequera de División de Honor B, con el que jugó las primeras jornadas de la liga 2005/06 consiguiendo el ascenso a división de honor. Se retiró en diciembre de 2005, en la primera vuelta Antequera .

## Trayectoria
| \| Jordi Núñez Carretero \| \| \| \| \| \| \| \| \| TEMP. \| Club \| P.T. \| L.T. \| % \| 7m \| L.7m \| %7m \| \| 1986-87 \| BM Granollers \| \| \| \| \| \| \| \| 1987-88 \| BM Granollers \| \| \| \| \| \| \| \| 1988-89 \| BM Granollers \| \| \| \| \| \| \| \| 1989-90 \| BM Granollers \| \| \| \| \| \| \| \| 1990-91 \| BM Granollers \| \| \| \| \| \| \| \| 1991-92 \| BM Granollers \| \| \| \| \| \| \| \| 1992-93 \| BM Granollers \| 324 \| 906 \| 36 \| 29 \| 133 \| 22 \| \| 1993-94 \| BM Granollers \| 222 \| 581 \| 38 \| 17 \| 59 \| 29 \| \| 1994-95 \| BM Granollers \| 279 \| 829 \| 34 \| 23 \| 111 \| 21 \| \| 1995-96 \| Bidasoa Irún \| 256 \| 734 \| 35 \| 19 \| 91 \| 21 \| \| 1996-97 \| Bidasoa Irún \| 216 \| 680 \| 32 \| 19 \| 74 \| 26 \| \| 1997-98 \| BM Ciudad Real \| 201 \| 731 \| 27 \| 19 \| 76 \| 25 \| \| 1998-99 \| BM Ciudad Real \| 280 \| 891 \| 31 \| 26 \| 98 \| 27 \| \| 1999-00 \| BM Ciudad Real \| 217 \| 684 \| 32 \| 17 \| 67 \| 25 \| \| 2000-01 \| BM Ciudad Real \| 221 \| 676 \| 30 \| 22 \| 89 \| 25 \| \| 2001-02 \| BM Ciudad Real \| 139 \| 471 \| 30 \| 18 \| 59 \| 31 \| \| 2002-03 \| BM Ciudad Real \| 79 \| 254 \| 31 \| 6 \| 23 \| 26 \| \| 2003-04 \| BM Cantabria \| 120 \| 371 \| 32 \| 15 \| 50 \| 30 \| \| 2004-05 \| BM Cantabria \| 291 \| \| \| \| \| \| \| 2005-06 \| BM Antequera \| DHB \| \| \| \| \| \| | - Temp.: temporada - Club: equipo en el que milita - P.T.: lanzamientos totales detenidos en la liga Asobal - L.T.: lanzamientos totales recibidos - %: efectividad de parada - 7m: lanzamientos de penalti detenidos - L.7m: lanzamientos de penalti recibidos - %7m: efectividad en los lanzamientos de penalti |      |      |    |    |      |     |
| Jordi Núñez Carretero | |      |      |    |    |      |     |
| TEMP. | Club | P.T. | L.T. | %  | 7m | L.7m | %7m |
| 1986-87 | BM Granollers |      |      |    |    |      |     |
| 1987-88 | BM Granollers |      |      |    |    |      |     |
| 1988-89 | BM Granollers |      |      |    |    |      |     |
| 1989-90 | BM Granollers |      |      |    |    |      |     |
| 1990-91 | BM Granollers |      |      |    |    |      |     |
| 1991-92 | BM Granollers |      |      |    |    |      |     |
| 1992-93 | BM Granollers | 324  | 906  | 36 | 29 | 133  | 22  |
| 1993-94 | BM Granollers | 222  | 581  | 38 | 17 | 59   | 29  |
| 1994-95 | BM Granollers | 279  | 829  | 34 | 23 | 111  | 21  |
| 1995-96 | Bidasoa Irún | 256  | 734  | 35 | 19 | 91   | 21  |
| 1996-97 | Bidasoa Irún | 216  | 680  | 32 | 19 | 74   | 26  |
| 1997-98 | BM Ciudad Real | 201  | 731  | 27 | 19 | 76   | 25  |
| 1998-99 | BM Ciudad Real | 280  | 891  | 31 | 26 | 98   | 27  |
| 1999-00 | BM Ciudad Real | 217  | 684  | 32 | 17 | 67   | 25  |
| 2000-01 | BM Ciudad Real | 221  | 676  | 30 | 22 | 89   | 25  |
| 2001-02 | BM Ciudad Real | 139  | 471  | 30 | 18 | 59   | 31  |
| 2002-03 | BM Ciudad Real | 79   | 254  | 31 | 6  | 23   | 26  |
| 2003-04 | BM Cantabria | 120  | 371  | 32 | 15 | 50   | 30  |
| 2004-05 | BM Cantabria | 291  |      |    |    |      |     |
| 2005-06 | BM Antequera | DHB  |      |    |    |      |     |

## Palmarés individual
- Medalla de plata del Real Orden al Mérito Deportivo por su trayectoria deportiva concedida por la Casa Real

## Palmarés selección
- 8 (?) partidos con la selección júnior de España
  -  Medalla de plata en el Mundial de Balonmano de Júnior de España 1987
  -  Medalla de plata en el Europeo de Balonmano de Júnior de Yugoslavia 1989
- 101 partidos con la selección de España
  -  Medalla de plata en el Europeo de Balonmano de España 1996
  -  Medalla de plata en el Europeo de Balonmano de Italia 1998
  -  Medalla de bronce en los Juegos Olímpicos de Atlanta 1996
  -  Medalla de bronce en los Juegos Olímpicos de Sídney 2000
  -  Medalla de bronce en el Europeo de Balonmano de Croacia 2000

## Palmarés clubes
- 1 Copa EHF: 1994-95
- 2 Recopa de Europa: 1997, 2002 y 2003
- 2 Copa del Rey: 1996, 2003
- 1 Copa Asobal: 1994
- 1 Supercopa de España: 1996

- Datos: Q2092721